# Cantonul Šibenik-Knin
Cantonul Šibenik-Knin este una dintre cele 21 unități administrativ-teritoriale de gradul I ale Croației. Are o populație de 112.891 locuitori (2001). Reședința sa este orașul Šibenik. Cuprinde 5 orașe și 15 comune.